# Witold Idczak
Witold Lech Idczak (ur. 28 stycznia 1969 w Legnicy) – polski polityk, inżynier, samorządowiec, senator VII kadencji.

## Życiorys
W 1995 ukończył studia na Wydziale Budownictwa Lądowego i Wodnego Politechniki Wrocławskiej. W latach 1995–1998 pełnił funkcję przewodniczącego rady miasta Legnicy. Od 1998 do 2002 pracował jako dyrektor w Dolnośląskim Urzędzie Wojewódzkim w Legnicy i we Wrocławiu. W tym samym czasie zasiadał (jako wiceprzewodniczący) w sejmiku dolnośląskim z ramienia Akcji Wyborczej Solidarność. Należał do Młodych Konserwatystów, Stronnictwa Konserwatywno-Ludowego, Przymierza Prawicy i Platformy Obywatelskiej, w 2006 przystąpił do Prawa i Sprawiedliwości.
Od 2003 przez rok był zastępcą wójta gminy Głogów, w latach 2004–2007 sekretarzem tej gminy. W wyborach samorządowych w 2006 kandydował na prezydenta Legnicy, zajmując 2. miejsce spośród 4 kandydatów. W 2007 został wiceprezesem zarządu Legnickiej Specjalnej Strefy Ekonomicznej.
W wyborach parlamentarnych w 2007 został wybrany na senatora z ramienia Prawa i Sprawiedliwości w okręgu legnickim, otrzymując 107 234 głosy. W 2011 bez powodzenia kandydował do Sejmu.
W 2016 objął stanowisko prezesa zarządu LSSE, a od 2019 do 2024 był wiceprezesem Kolei Dolnośląskich.